# فتحعلی‌خان قبه‌ای
فتحعلی‌خان قبه‌ای (فارسی: فتحعلی‌خان قبه‌ای؛ زاده ۱۷۳۶ – ۲۹ مارس ۱۷۸۹) فرد نظامی و از خان‌های خانات قبه بود.

## سال‌های آغازین زندگی
فتحعلی‌خان در سال ۱۷۳۶ به دنیا آمد. او فرزند حسینعلی‌خان از قوبا و پری‌جهان بیگ اوتسمیوا بود. همانطور که اسکندر بی حاجینسکی در گفته‌های خود اشاره می‌کند که "او جوانی خود را مانند فرزندان سایر خان‌ها در بیکاری گذراند. یک بار، پدرش می‌خواست او را به خاطر شوخی‌اش مجازات کند، اما او خود را مخفی کرد تا خشم پدرش فروکش کند".
فتحعلی‌خان از سال ۱۷۵۸ و پس از مرگ پدرش حسینعلی‌خان، رهبری خانات قبه را بر عهده گرفت. بلافاصله پس از مرگ پدرش، برادر خان شیروان، آقا راضی بیگ، به محلی به نام برمک محل از خانات قبه حمله کرد و ۲۰۰ خانواده را از آنجا بیرون و آواره کرد. در پاسخ، فتحعلی‌خان عازم خانات شیروان شد و حدود ۴۰۰ خانواده را اسیر کرد و آن‌ها را در مناطق زیر سلطه خود مستقر کرد. آقا راضی بیگ در نبردی در نزدیکی شماخی جان باخت.
روایت ها حاکی از آن است که فتحعلی خان، هر بار در زمان فتح، قبل ور رفتن، تر می‌نمایید.[۸]

## تسلیم باکو، دربند و شماخی
در سال ۱۷۶۵، فتحعلی‌خان دربند را فتح کرد و با کمک شمخال، اوتسمی و قاضی تبرسران، خانات آن را به حکومت خود ادغام کرد. حتی در آن زمان او مناطقی را در ساحل راست رود سامور - موشکور، نیاز اوبا، شابران، روستاو، بش‌بارماق و همچنین روستاهای ناحیه اولوس را از خان دربند گرفت.  فتحعلی‌خان بخشی از زمین‌های موجود در دربند را به نشانه قدردانی به حاکمان داغستان واگذار کرد: روستاهای قره‌داغ‌لی، نابورلی، چیگی، آزاغ‌لی، ببش‌لی و ببه‌لی ناحیه قبه به شمخالات ترکی واگذار شد. ملاخلیل و حاکمان استان دربند به اوتسمی رفتند و به او اجازه دادند در دربند عوارض گمرکی وضع کند. همچنین به قاضی تبرسران غرامت پولی داده شد. کمی پس از آن فتحعلی‌خان با توتی بیگه - دختر قایتاق اوتسی امیر حمزه - ازدواج کرد. اما خان قبه به نوبه خود از ازدواج خواهرش خدیجه با او امتناع کرد. در عوض او با ملیک محمدخان-پسر خان میرزا محمد اول باکو-ازدواج کرد. فتحعلی‌خان با استفاده از خدیجه بیگه، که شخصیتی سخت و ماهر داشت، خانات باکو را به سرزمین‌های خود افزود. بنابراین، وی باکو را در حالت وابستگی به قبه قرار داد. طبق روابط با امیر حمزه، فتحعلی‌خان مأموران مالیات قایتاق را از دربند بیرون راند و روستایی را که به اوتسمی ارائه کرده بود از وی گرفت و این باعث تضاد میان دو فرمانروا شد.
فتحعلی‌خان در سال ۱۷۶۸، با اتحاد با محمدحسین خان (خان شکی)، شماخی را فتح کرد که در آن هنگام برادران آغاسی‌خان و محمدسعید خان بر آن حکومت می‌کردند. پس از پیروزی، فتحعلی‌خان و محمدحسین خان سرزمین‌های خانات شماخی (شیروان) را میان خود تقسیم کردند. اسماعیل بیگ حاجینسکی در این باره می‌نویسد: "فتحعلی‌خان شیروان را با حسین خان تقسیم کرد به طوری که ساعدان و کائاسان در همسایگی شکی در اختیار حسین خان قرار گرفت، اما خود فتحعلی‌خان در این کار شرکت کرد و به قبه بازگشت. فتحعلی‌خان دستور داد شماخی نو را به طور کامل تخریب کرده و ساکنان را به خانه قدیمی‌تر منتقل کنند. در یکی از اسناد نوشته شده بود که: "فتحعلی‌خان شماخی نو را به حسین خان داد، اما شهر بزرگ‌تر خودش را گرفت".  از سال ۱۷۶۸، در اسناد رسمی و درخواست‌های اصلی، فتحعلی‌خان به عنوان "خان درجه بالا و بسیار محترم دربند، قبه و شماخی" نامگذاری شد. کمی پس از آن، توطئه جدیدی علیه خان قوبه در شاماخی نو نمایان شد، که توسط مناف بیگ - نائب خان شکی - رهبری شد، اما فتحعلی‌خان قصد توطئه‌گران را فاش کرد و با رهبری ارتشی متشکل از ۱۵ هزار سرباز، به طور ناگهانی به شماخی نو حمله کرد و مناف بیگ و طرفدارانش را اسیر کرد. به گفته آتپان شریپین - تاجری از آستراخان و ایگور زامیاتین، درگیری‌هایی میان قبه و شکی در سال ۱۷۶۸ ایجاد شد. "حسین خان می‌خواست همه زمین‌های تصرف شده در شماخی را در اختیار داشته باشد و سپس فرمانروا شود، اما هیچکس نمی‌توانست فتحعلی‌خان را متقاعد کند.